# Gewog di Guma
Il gewog di Guma è uno degli undici raggruppamenti di villaggi del distretto di Punakha, nella regione Centrale, in Bhutan.